# 秘密指令883
『秘密指令883』（ひみつしれい はやみ/はちはちさん）は、1967年（昭和42年）10月3日から1968年（昭和43年）2月20日まで、フジテレビの火曜日20:00 - 20:56枠で放送された、大映テレビ室制作のテレビドラマ。全19話。

## 概要
速水四郎、野津隼人、白戸譲二、神坂京介、蒲生達夫の5人は、警察庁長官に直属する特別秘密捜査官で、いずれも全国の警察機構から選抜されたエリート。あらゆる特権を持つ彼らは、警察最高首脳から秘密指令を受けて隠密裏に行動し、数々の特殊装置、秘密兵器を装備した自動車で出動。そんな彼らは「シークレット」と呼ばれる。国際犯罪組織など様々な悪に挑戦し、鉄の意志と優れたチームワークで難事件を解決して行く、速水をリーダーとするシークレットマンの活躍の物語。
シークレットマンのメンバーの衣装は、東京・銀座の高級テーラーに発注されたものだった。なお、当初は「プリンセス危機一髪」が第1話として放送される予定だったが、予定が変更となり「プリンセス危機一髪」は最終話に回された。

## キャスト
- 速水四郎：川口浩
- 野津隼人：本郷功次郎
- 白戸譲二：山下洵一郎
- 神坂京介：新克利
- 蒲生達夫：力石勝彦
- ナレーター：大平透

## スタッフ
- 脚本：中西隆三、立花明、吉岡道夫、佐々木守、白井更生、高久進、山田正弘、田代淳二、安藤豊弘
- 監督：井上昭、村山三男、湯浅憲明、弓削太郎、古川卓巳、崎山周、白井更生、加藤盟、帯盛迪彦、宮下泰彦
- 音楽：鏑木創
- 撮影：喜多崎晃
- 制作：フジテレビ、大映テレビ室

## 主題歌
『シークレットマン』 歌：本郷功次郎（大映レコード）

## サブタイトル
※俳優名の後のカッコ内は役名。
| 話数 | 放送日         | サブタイトル         | 脚本     | 監督     | ゲスト                                                                      |
| ---- | -------------- | -------------------- | -------- | -------- | --------------------------------------------------------------------------- |
| 1    | 1967年 10月3日 | 死人に銭は要らない   | 中西隆三 | 井上昭   | 渡辺文雄、中田勉、小松方正                                                  |
| 2    | 10月10日       | 魔女ふたり           | 立花明   | 村山三男 | 小川知子、鳳八千代、佐々木孝丸                                              |
| 3    | 10月17日       | 聖徳太子が二人いた   | 吉岡道夫 | 湯浅憲明 | 白木万理、宇佐美淳也、武藤英司                                              |
| 4    | 10月24日       | はるかなる故郷       | 佐々木守 | 弓削太郎 | 南原宏治、夏圭子、鈴木瑞穂、内田稔                                          |
| 5    | 11月7日        | 殺しのパスポート     | 白井更生 | 湯浅憲明 | 御木本伸介、姿美千子（嘉手納マリ）、 橋本力、阿部寿美子                     |
| 6    | 11月14日       | 葬いは俺の手で       | 白井更生 | 古川卓巳 | 成田三樹夫、高須賀夫至子                                                    |
| 7    | 11月21日       | 地獄へ突走れ         | 吉岡道夫 | 崎山周   | 佐々木功、影山泉、川合伸旺、 水原ゆかり、梶健司                             |
| 8    | 12月5日        | 富士への追跡         | 吉岡道夫 | 湯浅憲明 | 山東昭子、二本柳寛、杉義一、 大川修、本郷淳、花布辰男                       |
| 9    | 12月12日       | 裏切りの夜は甘い     | 白井更生 | 白井更生 | 江見俊太郎、滝田裕介、楠侑子、 内田朝雄（新川）                             |
| 10   | 12月19日       | 地獄の足音が聞える   | 高久進   | 加藤盟   | 高島史旭（佐伯）、浜田ゆう子（佐伯の姉）、 孝月江吏（佐伯の婚約者・いづみ） |
| 11   | 12月26日       | 裁きは俺のハジキで   | 山田正弘 | 崎山周   | 西尾三枝子（京子）、袋正、澤村宗之助                                        |
| 12   | 1968年 1月2日  | 初陽が海にもえるとき | 田代淳二 | 帯盛迪彦 | 野添ひとみ、姿美千子、 真理アンヌ、二本柳寛                                 |
| 13   | 1月9日         | カスバの女           | 安藤豊弘 | 白井更生 | 三界りえ子、高英男、佐藤友美、 ナンシー黒木、春日章良                       |
| 14   | 1月16日        | 黒いカーブ           | 田代淳二 | 帯盛迪彦 | 山本耕一、ケン・サンダース（ケン）、 江角英明（吉川）、田原久子             |
| 15   | 1月23日        | 女は涙で勝負する     | 吉岡道夫 | 加藤盟   | 弓恵子（浜村織江）、牧紀子、 長谷川待子、須藤健、田浦正巳                   |
| 16   | 1月30日        | 闘魂は死なない       | 吉岡道夫 | 白井更生 | 根上淳、富田恵子、浜村純、外山高士                                          |
| 17   | 2月6日         | 栄光の甘い香り       | 吉岡道夫 | 宮下泰彦 | 岸田森、山東昭子、磯部玉枝、 三條美紀、内田朝雄                             |
| 18   | 2月13日        | 吹雪の決闘           | 田代淳二 | 帯盛迪彦 | 川辺久造、南美川洋子、山本豊三、 大川修、山谷初男                           |
| 19   | 2月20日        | プリンセス危機一髪   | 中西隆三 | 村山三男 | 夏川かほる、見明凡太朗                                                      |

## 映像ソフト
- 2019年3月29日、ベストフィールドから「昭和の名作ライブラリー」シリーズの一環として、「コレクターズDVD デジタルリマスター版」（5枚組）が発売された[4]。